# Районы Душанбе
Районы Душанбе — название административно-территориальных единиц города Душанбе.

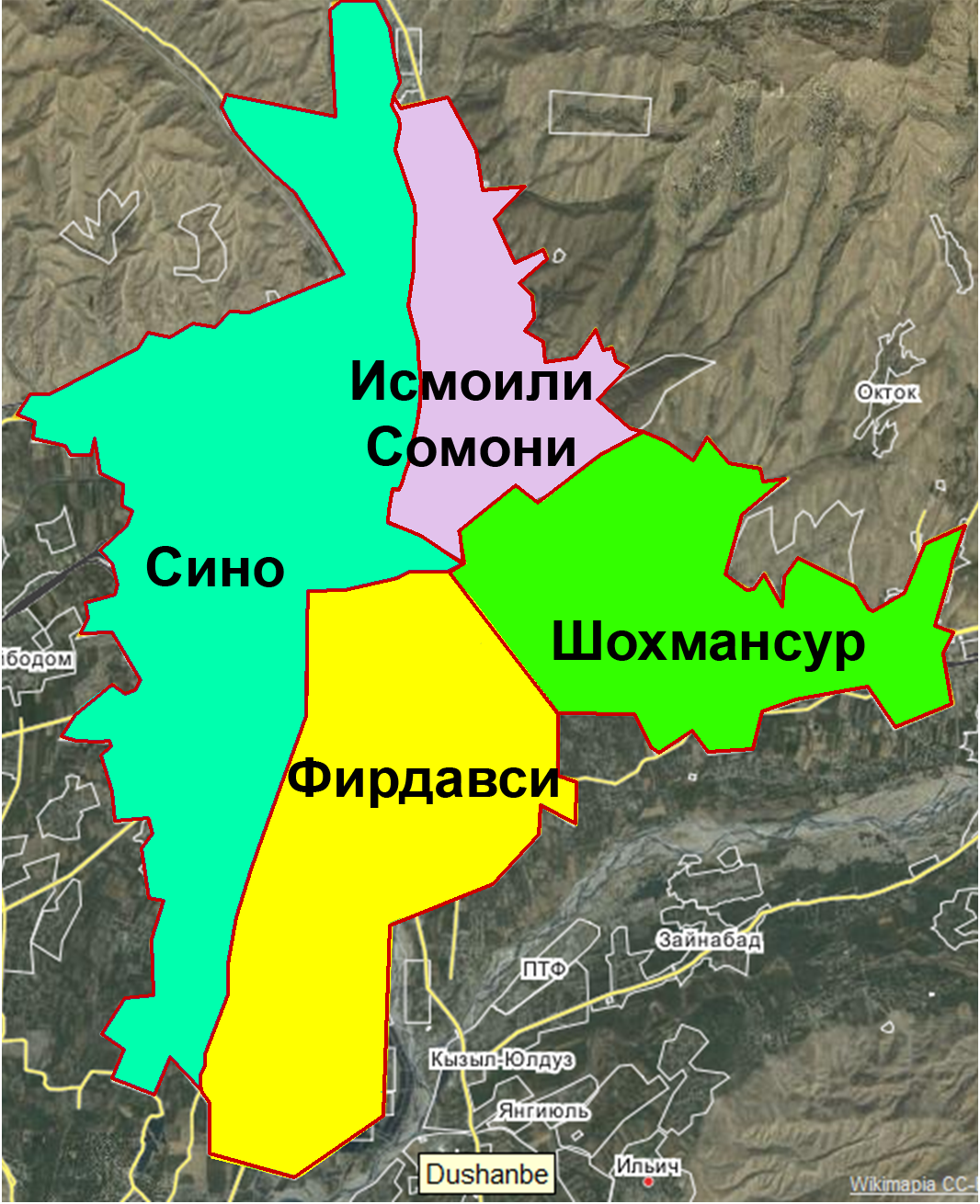
Административное деление Душанбе

Город Душанбе — единственный город с районным делением в Таджикистане, и в этой связи его Совет народных депутатов и Исполнительная власть (Хукумат) обладают областным статусом в контексте закона Республики Таджикистан «О государственной власти на местах». Исполнительную власть в районах столицы представляют председатели районов. Закон РТ «О статусе столицы Республики Таджикистан» определяет организационные, правовые, экономические и социальные условия осуществления городом Душанбе функций столицы Таджикистана.
18 июля 2013 года было объявлено о планах увеличения территории Душанбе втрое.
Душанбе делится на 4 района, в каждом из которых действует своя администрация (районный хукумат):
| №  | Название района | Прежнее название | Площадь, км² | Население, человек (2020) | Председатель района          | Примечание                                                             |
| -- | --------------- | ---------------- | ------------ | ------------------------- | ---------------------------- | ---------------------------------------------------------------------- |
| 1. | Исмоили Сомони  | Октябрьский      | 25,8         | 161 185                   | Курбонов Аламхон Джамилович  | Назван в честь Исмаила Самани (тадж. Исмоили Сомонӣ)                   |
| 2. | Сино            | Фрунзенский      | 43,8         | 397 059                   | Сафаров Зафар Абдуллоевич    | Назван в честь Ибн Сины (тадж. Абӯалӣ Сино)                            |
| 3. | Фирдавси        | Центральный      | 29,1         | 220 757                   | Алиев Саиднуриддин Акрамович | Назван в честь Фирдоуси (тадж. Фирдавсӣ)                               |
| 4. | Шохмансур       | Железнодорожный  | 27,9         | 169 250                   | Бобоев Самандар Бобоевич     | Назван в честь саманидского эмира Мансура I (тадж. Мансури I ибни Нӯҳ) |
|    | всего           |                  | 126,6        | 846 400                   |                              |                                                                        |

## История
| число районов | Название | Население                      |
| ------------- | --- | ------------------------------ |
| 1941 год      | |                                |
| 3             | Дюшамбинский Железнодорожный Центральный                                                                                   |                                |
| 1959 год      | |                                |
| 3             | Дюшамбинский Железнодорожный Центральный                                                                                   | 79 658 93 139 51 445           |
| 1989 год      | |                                |
| 4             | Железнодорожный Октябрьский Фрунзенский Центральный                                                                        | 107 855 97 816 246 369 143 780 |
| 2010 год      | |                                |
| 4             | Исмоили Сомони (бывш. Октябрьский) Сино (бывш. Фрунзенский) Фирдавси (бывш. Центральный) Шохмансур (бывш. Железнодорожный) |                                |